# Оханск
Оханск (на руски: Оханск) е град в Русия, административен център на Охански район, Пермски край. Населението му към 1 януари 2018 година е 7087 души.